# سباق تحمل الخيول
سباق تحمل الخيول هو سباق للخيول حيث تحمل فيه الخيول أوزان مختلفة والحصان الأفضل هو من يحمل وزناً أكثر. والهدف من ذلك هو إضافة الإثارة والحماسة إلى السباق لزيادة الرهان.
من أشهر وأكبر السباقات فيه السباق الوطني البريطاني وكأس ملبورن. ومن أهم الدول التي تشارك وتهتم بذلك النوع من السباقات هي دول الخليخ والسعودية نظرا لان هذه الدول هي أكثر الدول احتواء على انقى واقوى أجمل الخيول العربية الاصيله.

## معرض صور

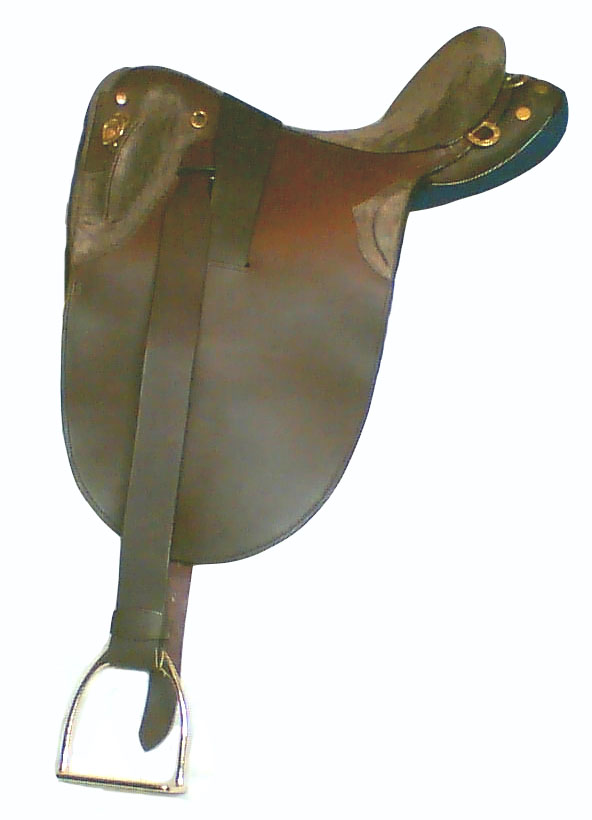
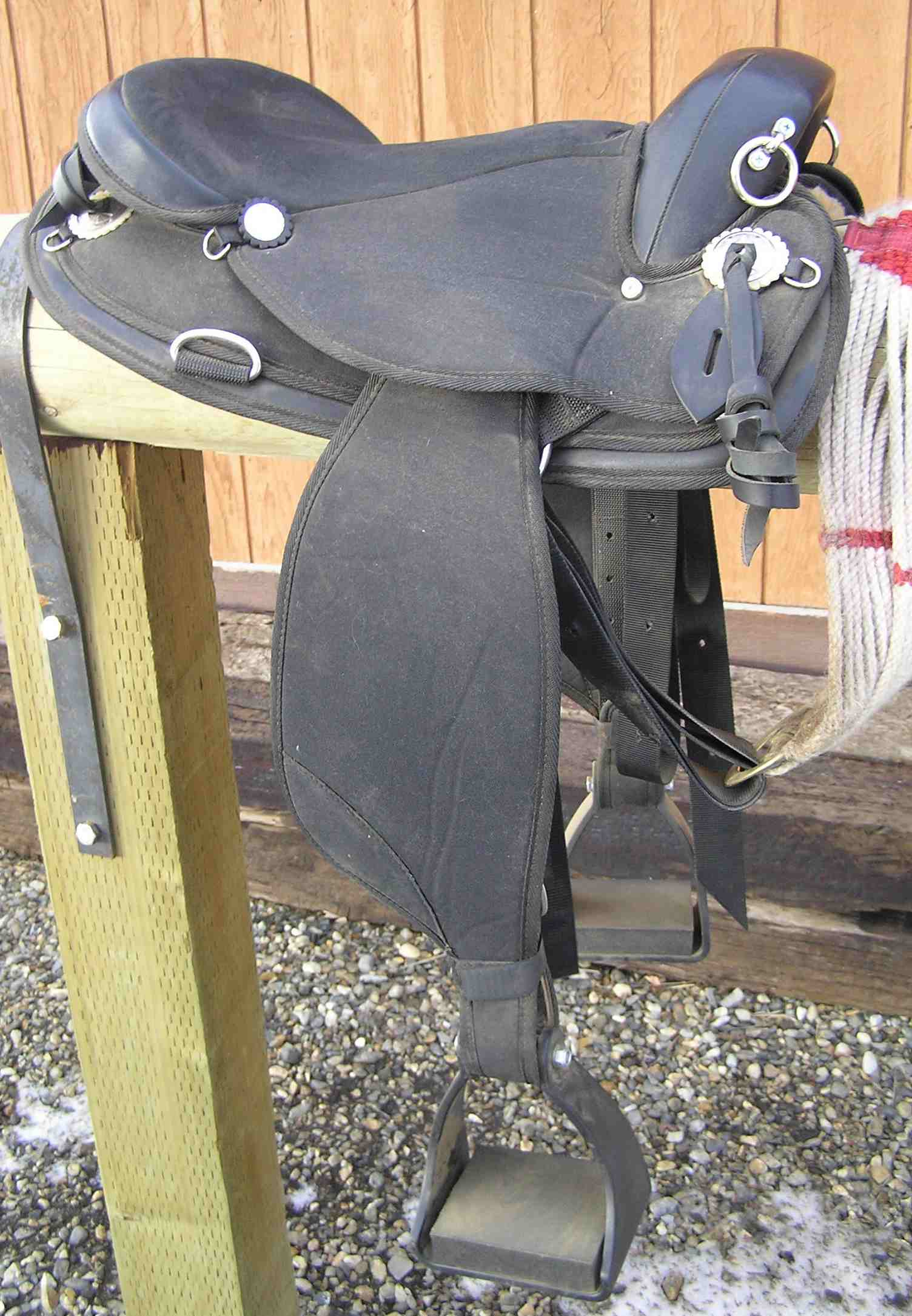